# Raut (album)
Raut – piąty studyjny album grupy Łąki Łan, wydany 14 listopada 2019 przez Łąki Łan / Asfalt Records. Nominacja do Fryderyka 2020 w kategorii «Album Roku Alternatywa».

## Lista utworów
| Nr  | Tytuł utworu         | Długość |
| --- | -------------------- | ------- |
| 1.  | „Lass”               | 4:48    |
| 2.  | „Raut”               | 3:26    |
| 3.  | „Evo”                | 3:51    |
| 4.  | „Ibiza”              | 3:21    |
| 5.  | „Raduj się kto może” | 4:03    |
| 6.  | „Duch natury”        | 4:12    |
| 7.  | „Wolne pole”         | 4:29    |
| 8.  | „Bio Lo”             | 3:53    |
| 9.  | „Fala”               | 3:40    |
| 10. | „Jesień”             | 2:49    |
| 11. | „Wszystko”           | 6:32    |
| 12. | „Tańcz”              | 3:39    |
| 13. | „Chwila”             | 4:53    |
|     |                      | 53:36   |